# Jugoslaviens herrlandslag i fotboll
Jugoslaviens herrlandslag i fotboll var ett av Europas mest framgångsrika med flera framgångar i VM och EM. Laget var känt för sitt tekniska spel.

## Historia

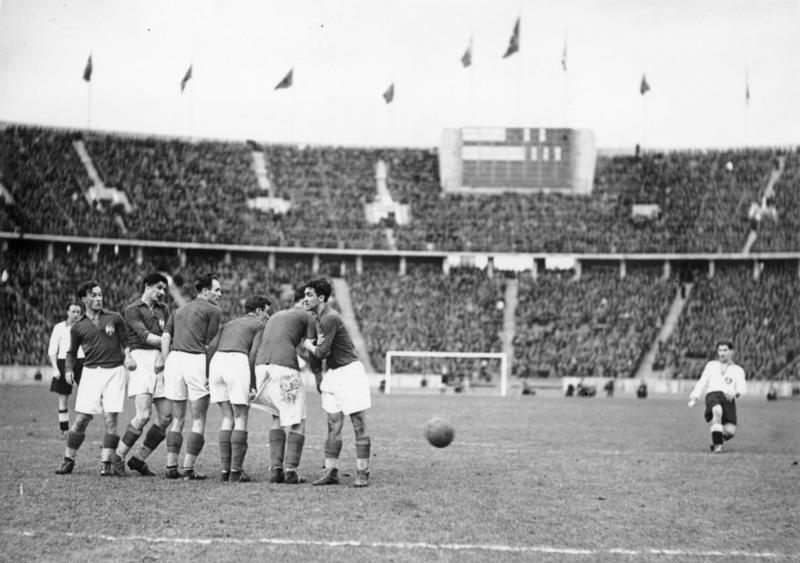
Tyskland-Jugoslavien 1939.

Jugoslavien spelade sin första landskamp den 28 augusti 1920 i Antwerpen mot Tjeckoslovakien och förlorade med 0-7, under Olympiska sommarspelen 1920 och därmed åkte man ur turneringen. I tröstturneringen förlorade man med 2-4 mot Egypten. Inga officiella landskamper hade spelats före turneringen.

### Jugoslavien i EM
Jugoslavien är ett av de mest framgångsrika länderna i EM-historien. Jugoslavien tog silver redan 1960 då turneringen hölls för första gången och hette Europacupen för landslag. 1968 var Jugoslaviens bästa turnering då man nådde final. I kvalet hade man gått vidare på bekostnad av VM-silvermedaljörerna Västtyskland. I semifinalen slog man de regerande världsmästarna England med 1-0 efter ett sent segermål av storspelaren Dragan Džajić. I finalen pressade man hemmalaget Italien till omspel efter 1-1 i första matchen men föll i omspelsmatchen med 0-2. 
1976 spelades Europamästerskapet i Jugoslavien sedan Jugoslavien på nytt tagit sig till fyrnationsslutspelet. I semifinalen mötte man världsmästarna Västtyskland och ledde med 2-0. I en rafflande match lyckades tyskarna vände till 4-2 efter förlängningen. Bronsmatchen mot Nederländerna förlorade man också. I EM 1984 lyckades man inte alls i en svår grupp med Frankrike (blivande europamästare), Belgien (EM-silver 1980) och ett Danmark på uppåtgående. Jugoslavien förlorade alla tre matcher efter förlust mot Belgien (0-2) och storförlust mot Danmark (0-5). I den sista matchen lyckade man äntligen göra mål men förlorade med uddamålet mot hemmalaget Frankrike (2-3).

### Jugoslavien i VM
I VM hade Jugoslavien precis som EM flera framgångar. Jugoslavien var med redan i det första VM i fotboll i Uruguay 1930. Jugoslavien var ett av få europeiska fotbollslandslag som valde att åka till Sydamerika. Men för Jugoslavien var den långa resan värd mödan. I den första matchen besegrade man Brasilien med 2-1 och säkrade i den andra matchen mot Bolivia semifinalplatsen via 4-0. Jugoslavien hade dock inget att sätta emot i semifinalen mot hemmalaget. Uruguay vann med 6-1. Jugoslavien avstod tillsammans med USA bronsmatchen. Fifa tilldömde senare bronsmedaljen till USA baserat på deras resultat i gruppspelet.
1950 gjorde Jugoslavien sitt andra VM-slutspel. Trots inledande segrar gick man inte vidare. Den avgörande matchen mot hemmalaget Brasilien förlorade man med 0-2. Jugoslavien hade säkrat en andraplats men detta räckte inte då enbart gruppsegraren gick vidare. Det konstiga slutspelsformatet med skiftande antal lag i grupperna gjorde att Jugoslavien inte spelade vidare. Nya framgångar följde under 1950-talet när Jugoslavien deltog i VM i fotboll 1954 och VM i fotboll 1958. 1954 gick man vidare från gruppspelet genom seger mot Frankrike och oavgjort mot Brasilien. I kvartsfinalen förlorade man mot de blivande världsmästarna Västtyskland (0-2). Vid VM i fotboll 1958 skulle Västtyskland återigen skicka Jugoslavien ur turneringen och återigen i VM-kvartsfinalen. Innan dess hade Jugoslavien gått obesegrade genom gruppspelet och bland annat slagit de blivande bronsmedaljörerna Frankrike. 
I VM i fotboll 1962 kunde så Jugoslavien gå av som segrare mot Västtyskland. När länderna möttes i sin tredje raka VM-kvartsfinal vann Jugoslavien efter ett sent segermål av Radakovic. I semifinalen besegrades Jugoslavien av överraskningslaget Tjeckoslovakien med 3-1 efter sena mål i matchen av tjeckoslovakerna. Jugoslavien hade då kvitterat i matchen. I bronsmatchen vann hemmalaget Chile med 1-0 efter att man gjort mål i slutsekunderna av ordinarie matchtid. Dražan Jerković blev en av flera skytteligasegrare med sina fyra fullträffar.
Fram till 1974 kom framgångarna i EM men laget lyckade inte ta sig till VM på nytt. 1974 var man dock tillbaka och tog sig vidare från det första gruppspelet som gruppetta. I en rekordjämn grupp avgjorda målskillnad mellan Jugoslavien, Brasilien och Skottland vilka av lagen som skulle gå vidare. Jugoslavien spelade i premiärmatchen 0-0 mot de regerande världsmästarna Brasilien. I den andra matchen hade man ett av tidernas största målkalas mot Zaire och vann med utklassningssiffrorna 9-0. I den sista gruppspelsmatchen spelade man oavgjort med Skottland. Jugoslavien kunde gå vidare som gruppetta tack vare storsegern mot Zaire och imponerade. I det andra gruppspelet hade man dock inget att sätta emot mot Polen och Västtyskland. I den betydelselösa matchen mot Sverige förlorade man med 1-2. 
1982 kunde man inte gå vidare från gruppspelet. Jugoslavien förlorade mot hemmalaget Spanien med 1-2 och då hjälpte inte den avslutande 1-0-segern mot Honduras. Jugoslaviens tre poäng räckte inte - Spanien tog andraplatsen i gruppen på gjorda mål. Jugoslaviens bästa VM efter 1962 skulle komma 1990 då början till slutet för Jugoslaviens landslag redan börjat med oroligheter i hemlandet. En inledande förlust mot de blivande världsmästarna Västtyskland byttes mot segrar mot Colombia och Förenade Arabemiraten. I den andra omgången vann man mot Spanien efter mål av storstjärnan och lagkaptenen Dragan Stojković. I kvartsfinalen spelade man utmärkt men förlorade straffläggningen mot ett defensivt och snålspelande Argentina. Det kom att bli Jugoslaviens sista turnering. Oroligheterna på Balkan gjorde att Jugoslavien utestängdes från EM i fotboll 1992 strax innan turneringen började. 1994 var Jugoslavien ett land i krig och fotbollen var inte aktuell.

### Upplösningen av Jugoslaviens fotbollslandslag
Precis som länderna som en gång ingått i Jugoslavien skapades nya landslag av det som en gått varit Jugoslaviens fotbollslandslag. De nya länderna med sina landslag var Slovenien, Kroatien, Bosnien och Hercegovina och Makedonien. Flera spelare har spelat i både Jugoslavien som sina respektive nya landslag. Bland dem till exempel Davor Šuker och Robert Prosinečki som deltog för Kroatien i VM 1998. Ett annat exempel är Srečko Katanec som spelade för Jugoslavien i VM 1990 och som varit framgångsrik förbundskapten för Slovenien. Det som i realiteten var Serbien-Montenegro valde att kalla sig Jugoslavien fram till 2003 och deltog under namnet FR Jugoslavien i Världsmästerskapet i fotboll 1998 och Europamästerskapet i fotboll 2000.

### Jugoslavien i VM 1998 och EM 2000
Jugoslavien deltog i VM 1998. Detta var dock inte det Jugoslavien som tidigare deltagit utan det Jugoslavien som 2003 bytte namn till Serbien-Montenegro men som 1998 fortfarande kallade sig Jugoslavien. Laget gick vidare från gruppspelet men förlorade mot Nederländerna i andra omgången.  Detsamma gäller för EM 2000. Laget gick vidare från gruppspelet men i kvartsfinalen föll man mot hemmanationen Nederländerna med 1-6. Lagets skyttekung var Savo Milošević som gjorde fem mål.

## Kända spelare
- Dragan Džajić
- Dragan Stojković
- Branko Zebec
- Predrag Mijatović
- Robert Prosinečki
- Savo Milošević
- Siniša Mihajlović
- Dejan Savićević
- Danilo Popivoda
- Safet Susic
- Josip Skoblar

## Förbundskaptener
- Vujadin Boškov

## Efterföljande landslag
- Bosnien och Hercegovina
- Kosovo
- Kroatien
- Montenegro
- Nordmakedonien
- Serbien
- Slovenien